# Sosnówka (województwo wielkopolskie)
Sosnówka – osada w Polsce położona w województwie wielkopolskim, w powiecie konińskim, w gminie Wierzbinek.
Do 31 grudnia 2016 była to część wsi Zakrzewek.